# Ligue 1 (2005/2006)
Sezon 2005/06 Ligue 1 był 58. sezonem o Mistrzostwo Francji.

## Kluby występujące w sezonie 2005/06
| - AC Ajaccio - AJ Auxerre - Girondins Bordeaux - Le Mans UC 72 - RC Lens - Lille OSC - Olympique Lyon - Olympique Marsylia - FC Metz - AS Monaco |  | - AS Nancy - FC Nantes - OGC Nice - Paris Saint-Germain - Stade Rennais - AS Saint-Étienne - FC Sochaux-Montbéliard - RC Strasbourg - Toulouse FC - Troyes AC |

## Tabela końcowa
| Miejsce | Klub                | Pkt | M  | Z  | R  | P  | G+ | G- | +/- | Uwagi                                    |
| ------- | ------------------- | --- | -- | -- | -- | -- | -- | -- | --- | ---------------------------------------- |
| 1       | Olympique Lyon      | 84  | 38 | 25 | 9  | 4  | 73 | 31 | +42 | Mistrz Francji Liga Mistrzów             |
| 2       | Girondins Bordeaux  | 69  | 38 | 18 | 15 | 5  | 43 | 25 | +18 | Liga Mistrzów                            |
| 3       | Lille OSC           | 62  | 38 | 16 | 14 | 8  | 56 | 31 | +25 | Liga Mistrzów 3. runda kwalifikacyjna    |
| 4       | RC Lens             | 60  | 38 | 14 | 18 | 6  | 48 | 34 | +14 | Puchar UEFA                              |
| 5       | Olympique Marsylia  | 60  | 38 | 16 | 12 | 10 | 44 | 35 | +9  | Puchar Intertoto                         |
| 6       | AJ Auxerre          | 59  | 38 | 17 | 8  | 13 | 50 | 39 | +11 | Puchar Intertoto                         |
| 7       | Stade Rennais       | 59  | 38 | 18 | 5  | 15 | 48 | 49 | -1  | Puchar Intertoto                         |
| 8       | OGC Nice            | 58  | 38 | 16 | 10 | 12 | 36 | 31 | +5  |                                          |
| 9       | Paris Saint-Germain | 52  | 38 | 13 | 13 | 12 | 44 | 38 | +6  | Puchar UEFA (zdobywca Coupe de France)   |
| 10      | AS Monaco           | 52  | 38 | 13 | 13 | 12 | 42 | 36 | +6  |                                          |
| 11      | Le Mans UC 72       | 52  | 38 | 13 | 13 | 12 | 33 | 36 | -3  |                                          |
| 12      | AS Nancy            | 48  | 38 | 12 | 12 | 14 | 35 | 37 | -2  | Puchar UEFA (zdobywca Coupe de la Ligue) |
| 13      | AS Saint-Étienne    | 47  | 38 | 11 | 14 | 13 | 29 | 39 | -10 |                                          |
| 14      | FC Nantes           | 45  | 38 | 11 | 12 | 15 | 37 | 41 | -4  |                                          |
| 15      | FC Sochaux          | 44  | 38 | 11 | 11 | 16 | 34 | 47 | -13 |                                          |
| 16      | Toulouse FC         | 41  | 38 | 10 | 11 | 17 | 36 | 47 | -11 |                                          |
| 17      | Troyes AC           | 39  | 38 | 9  | 12 | 17 | 37 | 47 | -10 |                                          |
| 18      | AC Ajaccio          | 33  | 38 | 8  | 9  | 21 | 27 | 53 | -26 | Spadek do Ligue 2                        |
| 19      | RC Strasbourg       | 29  | 38 | 5  | 14 | 19 | 33 | 56 | -23 | Spadek do Ligue 2                        |
| 20      | FC Metz             | 29  | 38 | 6  | 11 | 21 | 26 | 59 | -33 | Spadek do Ligue 2                        |

## Awans do Ligue 1
- - Valenciennes FC
  - CS Sedan
  - FC Lorient

## Najlepsi strzelcy
| Miejsce | Piłkarz              | Narodowość               | Klub                                       | Gole |
| ------- | -------------------- | ------------------------ | ------------------------------------------ | ---- |
| 1       | Pauleta              | Portugalia               | Paris Saint-Germain                        | 21   |
| 2       | Fred                 | Brazylia                 | Olympique Lyon                             | 14   |
| 2       | Peter Odemwingie     | Nigeria                  | Lille OSC                                  | 14   |
| 4       | Daniel Cousin        | Gabon                    | RC Lens                                    | 13   |
| 5       | Luigi Pieroni        | Belgia                   | AJ Auxerre                                 | 12   |
| 5       | Sylvain Wiltord      | Francja                  | Olympique Lyon                             | 12   |
| 7       | John Utaka           | Nigeria                  | Stade Rennais                              | 11   |
| 8       | Péguy Luyindula      | Francja                  | AJ Auxerre                                 | 10   |
| 8       | Mamadou Niang        | Senegal                  | Olympique Marsylia                         | 10   |
| 8       | Mickaël Pagis        | Francja                  | Olympique Marsylia (6) i RC Strasbourg (4) | 10   |
| 8       | Mamadou Diallo       | Mali                     | FC Nantes                                  | 10   |
| 8       | Ilan                 | Brazylia                 | FC Sochaux-Montbéliard                     | 10   |
| 8       | Javier Chevantón     | Urugwaj                  | AS Monaco                                  | 10   |
| 8       | Daniel Moreira       | Francja                  | Toulouse FC                                | 10   |
| 15      | Juninho Pernambucano | Brazylia                 | Olympique Lyon                             | 9    |
| 15      | Élie Kroupi          | Francja                  | AS Nancy                                   | 9    |
| 15      | Bonaventure Kalou    | Wybrzeże Kości Słoniowej | Paris Saint-Germain                        | 9    |
| 15      | Amara Diané          | Wybrzeże Kości Słoniowej | RC Strasbourg                              | 9    |
| 15      | Sébastien Grax       | Francja                  | Troyes AC                                  | 9    |

## Piłkarze miesiąca
| Miesiąc     | Piłkarz                            |
| ----------- | ---------------------------------- |
| Sierpień    | Jérôme Leroy (RC Lens)             |
| Wrzesień    | Grégory Coupet (Olympique Lyon)    |
| Październik | Franck Ribéry (Olympique Marsylia) |
| Listopad    | Franck Ribéry (Olympique Marsylia) |
| Grudzień    | Mamadou Niang (Olympique Marsylia) |
| Styczeń     | Daisuke Matsui (Le Mans UC 72)     |
| Luty        | John Utaka (Stade Rennais)         |
| Marzec      | Yohann Gourcuff (Stade Rennais)    |
| Kwiecień    | Franck Ribéry (Olympique Marsylia) |

Źródło: